# Nuno Delgado
Nuno Miguel Delgado (* 27. srpna 1976 Lisabon) je bývalý portugalský zápasník–judista, bronzový olympijský medailista z roku 2000.

## Sportovní kariéra
S judem začínal v 7 letech v Santarému na popud rodičů. Jeho rodina pochází z bývalé portugalské kolonie Kapverdy. Vrcholově se judu věnoval od svých 18 let v Algés na předměstí Lisabonu. V portugalské reprezentaci se prosazoval od roku 1998 v polostřední váze do 81 kg. V roce 1999 se pátým místem na mistrovství světa v Birminghamu kvalifikoval přímo na olympijské hry v Sydney. Na olympijské hry se velmi dobře připravil, nestačil pouze na svého velkého rivala Jihokorejce Čo In-čchola a získal bronzovou olympijskou medaili. Po olympijských hrách žil a připravoval se v Bavorsku. V roce 2003 se v přípravě na mistrovství světa v Osace zranil a do olympijských her v Athénách se prakticky neobjevil. Kvalifikaci na body měl téměř jistou již před mistrovstvím světa v Osace. Do Athén se však svého zranění ruky (zlomený prst, šlachy) nezbavil a vypadl v úvodním kole. Vzápětí skončil s vrcholovým judem. Ještě dva roky zápasil na klubové úrovni a ukončil sportovní kariéru. Věnuje se trenérské a charitativní práci.

## Výsledky
| Turnaj             | 1996             | 1997             | 1998             | 1999             | 2000             | 2001             | 2002             | 2003             | 2004             |
| Turnaj             | 20               | 21               | 22               | 23               | 24               | 25               | 26               | 27               | 28               |
| Turnaj             | polostřední váha | polostřední váha | polostřední váha | polostřední váha | polostřední váha | polostřední váha | polostřední váha | polostřední váha | polostřední váha |
| ------------------ | ---------------- | ---------------- | ---------------- | ---------------- | ---------------- | ---------------- | ---------------- | ---------------- | ---------------- |
| Olympijské hry     | —                |                  |                  |                  | 3.               |                  |                  |                  | úč.              |
| Mistrovství světa  |                  | —                |                  | 5.               |                  | úč.              |                  | —                |                  |
| Mistrovství Evropy | —                | —                | úč.              | 1.               | úč.              | úč.              | 5.               | 2.               | —                |
| MS juniorů         | úč.              |                  |                  |                  |                  |                  |                  |                  |                  |
| ME juniorů         | 5.               |                  |                  |                  |                  |                  |                  |                  |                  |